# Copșa Mică
Copșa Mică (deutsch Kleinkopisch, siebenbürgisch-sächsisch Kliikoopesch, ungarisch Kiskapus) ist eine Kleinstadt im Kreis Sibiu in der Region Siebenbürgen in Rumänien.

## Lage

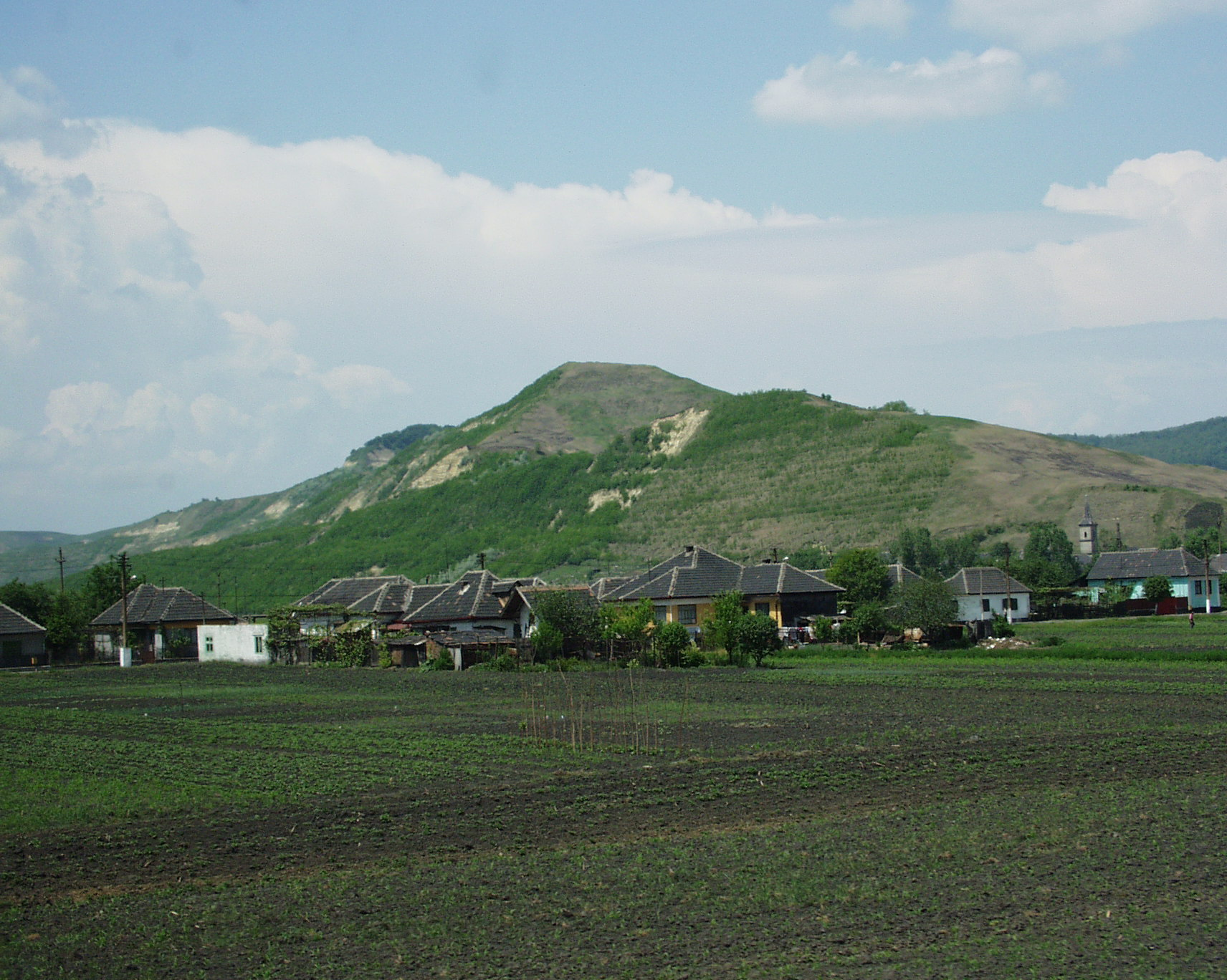
Ortsteil von Copșa Mică

Die Kleinstadt liegt an der Mündung des Flusses Vișa (Weißbach) in die Târnava Mare (Große Kokel) und ist 43 Kilometer von der Kreishauptstadt Sibiu (Hermannstadt) und zwölf Kilometer von Mediaș (Mediasch) entfernt.

## Geschichte
Der Ort wurde 1263 unter der Bezeichnung Kapws erstmals urkundlich erwähnt. Im Jahr 1402 erwirkte der Kleinkopischer Gräf Michael (comes de parva Kabaz) bei König Sigismund die Befreiung  von der Gerichtsbarkeit des Szeklergrafen. Der Name Kleinkopisch lässt auf eine Zollstation schließen, denn in der ungarischen Form bedeutet er etwa „Kleines Tor“. Auf dem Gelände der heutigen evangelischen Kirche wurde im 15. Jahrhundert ein Wachturm errichtet.
Nachhaltig beeinflusst wurde die soziale und wirtschaftliche Entwicklung der Ortschaft durch die Entdeckung von Methangas im Jahr 1913.

## Wirtschaft und Soziales
Seit 1989 ist die Einwohnerzahl des Städtchens um 23 Prozent gesunken. Viele der verbliebenen Menschen leben in bescheidenen Verhältnissen. Die Arbeitslosenquote betrug im Jahr 2000 56 Prozent, während es im Landesdurchschnitt damals 12 Prozent waren.
Nach dem industriellen Niedergang wurde Copșa Mică am 24. November 2000 für zehn Jahre zur wirtschaftlich benachteiligten Region erklärt. Dadurch werden in diesem Gebiet tätige Investoren und Firmen sowohl von Zollgebühren wie auch von der Mehrwertsteuer beim Import bzw. Kauf von Anlagen und Ausrüstungen befreit.

## Umweltsituation
Die Gegend gilt als eines der Gebiete Rumäniens mit der höchsten Umweltschädigung. Grund dafür war der Betrieb einer Rußfabrik und einer Buntmetallhütte ab dem Jahr 1939. Nachdem der rumänische Staat in den Jahren 1965 bis 1970 weiter große Investitionen tätigte, gelangte Copșa Mică in den 1980er Jahren als gigantische „Giftküche“ zu traurigem Weltruhm. Auch der Verkehr belastete die Menschen zusätzlich.
Die Rußfabrik wurde 1993 stillgelegt, was in Copșa Mică und Umgebung zu einem Rückgang der sichtbaren Verschmutzungen geführt hat. Jedoch bestehen die unsichtbaren und wesentlich gefährlicheren Giftbelastungen durch Schwermetalle weiterhin, da die Buntmetallhütte bis 2008 in Betrieb war. Wegen der weltweiten Wirtschaftskrise gibt es seitdem nur noch Instandhaltungsbetrieb; eine erneute Inbetriebnahme ist jedoch nicht ausgeschlossen.
Die Vegetation um Copșa Mică hat nicht zuletzt auch durch die damalige Rußproduktion einen derartig nachhaltigen Schaden erlitten, dass die Hügel in der Umgebung nur sehr dünn bewachsen waren. Im Ort selber waren und sind einzelne Häuser heute noch vom Rußnebel von damals grau bis fast schwarz gefärbt. Die massiven Verschmutzungen wurden bei Westwind sogar bis ins ca. 12 km entfernte Mediaș getragen und sorgten dort für zeitweise beißenden, schwefeligen Gestank und bei Niederschlag für „schwarzen Regen“ oder Schnee. Copșa Mică wurde daher von Seiten diverser Umweltschutzorganisationen bereits mehrfach als einer der am stärksten verschmutzten Plätze Europas bezeichnet.

### Bildergalerie Rußfabrik und Buntmetallanlage
Bilder aus dem Jahr 2002. Die Natur hat sich seither weiter erholt.

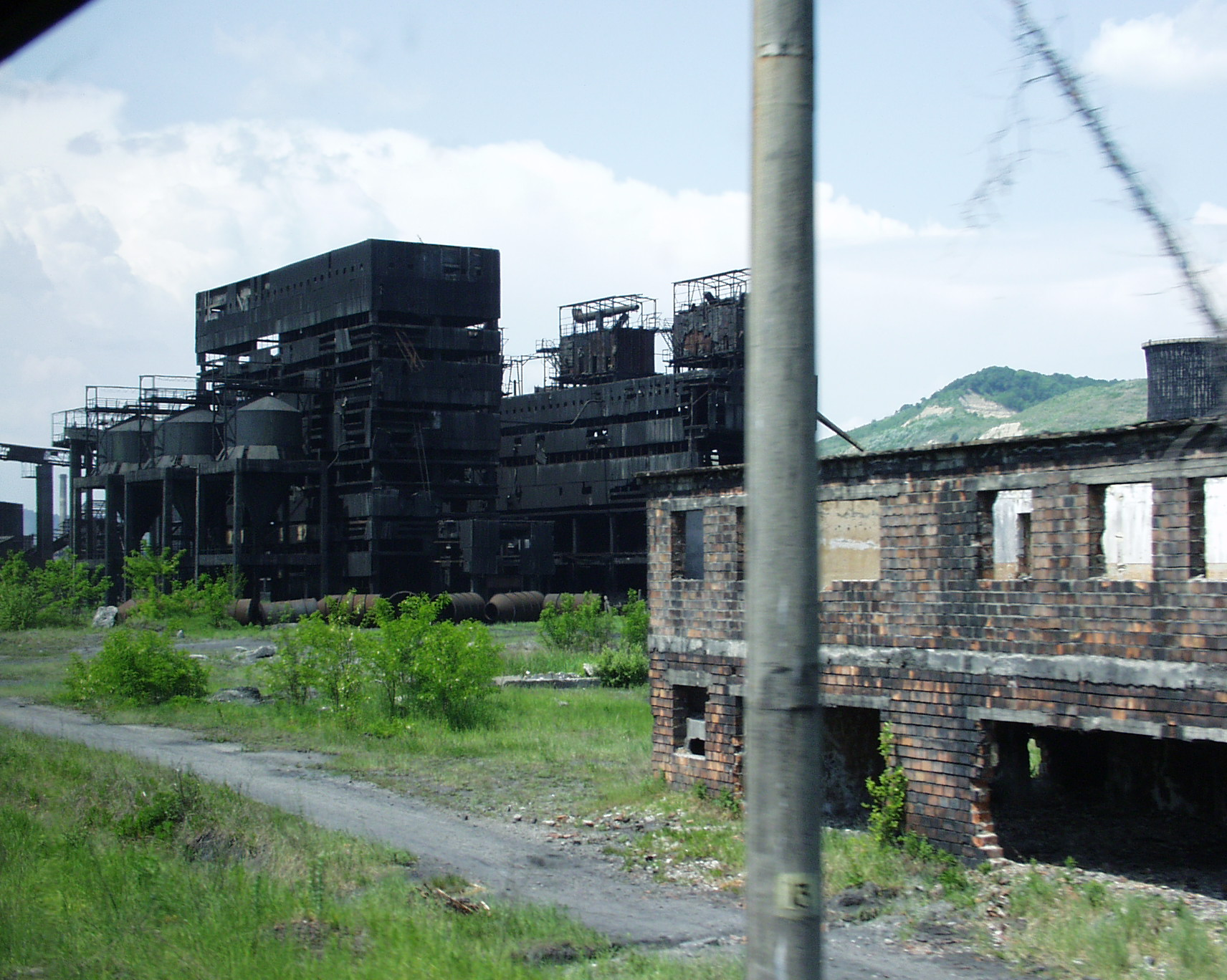
Rußfabrik (ehemalige)
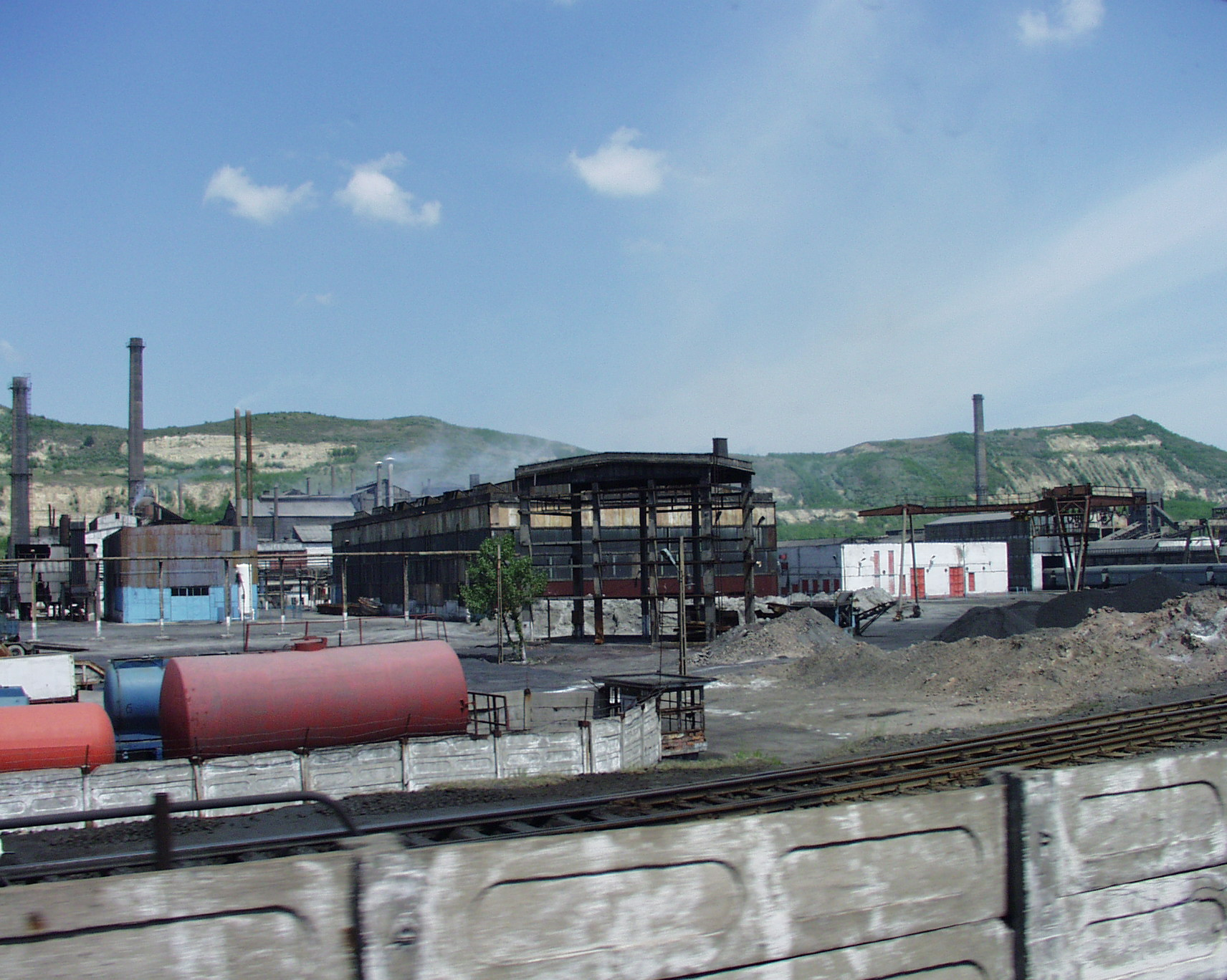
Buntmetallanlage
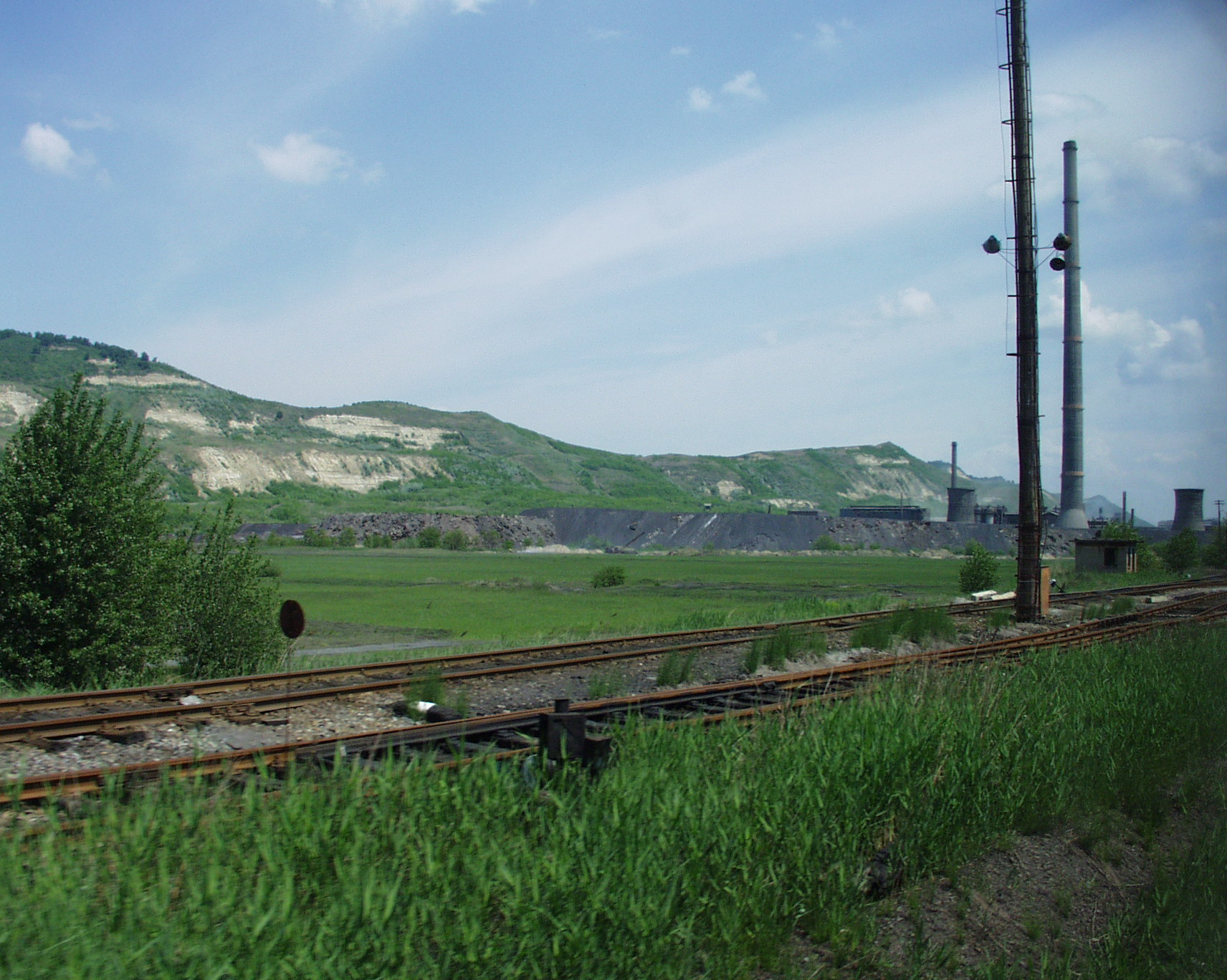
Schlackenhalde der Buntmetallanlage
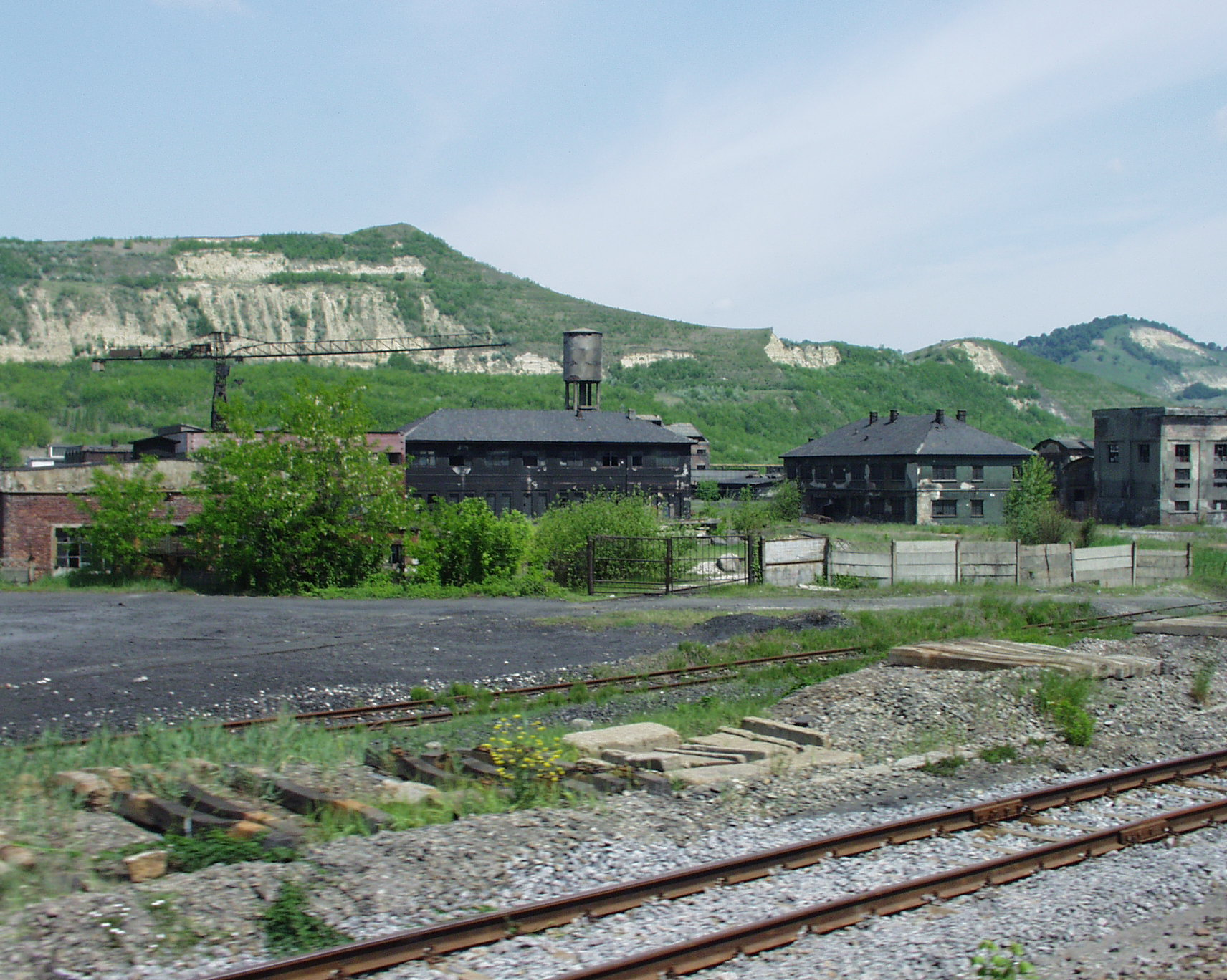
Geschwärzte Häuser

## Verkehr
Die Straßenverbindung von Kleinkopisch nach Hermannstadt – heute Nationalstraße DN14 – wurde in den Jahren 1850 bis 1867 errichtet. Bald danach, 1872, wurde die Kreishauptstadt durch eine über Kleinkopisch führende Zugstrecke an das siebenbürgische Eisenbahnsystem angeschlossen. Bis zum heutigen Tag ist die Ortschaft ein wichtiger Bahnknotenpunkt für die staatliche Eisenbahngesellschaft Căile Ferate Române.

## Bildung
In Kleinkopisch gibt es drei Kindergärten, drei Schulen mit acht Klassen, ein Lyzeum, eine Berufsschule, eine weiterbildende und eine technische Schule.

## Sehenswürdigkeiten
- Wehrkirche Kleinkopisch